# Pauline Guichard
Pauline Guichard (née le 14 novembre 1988 à Colombes) est une joueuse d'échecs française, grand maître international féminin depuis 2011 et championne de France en 2018 et 2019.
Au 1er mars 2015, elle est la troisième joueuse française avec un classement Elo de 2 378.

## Palmarès lors des championnats de France des jeunes
En 2000, à Pau, Pauline Guichard termine à la deuxième place des championnats de France, dans la catégorie des « pupillettes ». En 2003, au Grand-Bornand, elle est championne de France dans la catégorie « minimes ».

## Carrière individuelle
En septembre 2007, Pauline Guichard remporte le tournoi de Lausanne devant les grands maîtres Florin Gheorghiu et Joseph Gallagher.
À 17 ans, Guichard termine vice-championne du Championnat de France d'échecs en 2006 derrière Almira Skripchenko. Elle est championne de France 2008 de parties rapides.
En 2010, elle devient grand maître international féminin à l'Open de Condom.
En 2018, elle remporte son premier titre de championne de France à Nîmes devant Sophie Milliet.
En 2019 à Chartres, elle remporte son 2e titre de championne de France.

## Avec l'équipe nationale
En 2009 et en 2011, elle participe au Championnat d'Europe d'échecs des nations (à Novi Sad où son équipe termine sixième en 2009 et à Porto Carras où l'équipe de France termine cinquième en 2011).
Elle participe, également en 2010, à l'Olympiade d'échecs à Khanty-Mansiïsk où son équipe termine à la seizième place.
En 2014, elle participe à l'Olympiade d'échecs où l'équipe de France Féminine termine à la douzième place. Elle participe encore aux Olympiades de 2018, 2022 et 2024.
Elle remporte la médaille de bronze par équipe lors du Championnat d'Europe d'échecs des nations de 2023 à Budva. A cette occasion, elle gagne la médaille d'or individuelle au quatrième échiquier.

## Une partie
Pauline Guichard-Aleksandr Zoubarev (en), Malakoff, 2010
1. d4 f5 2. g3 Cf6 3. Fg2 g6 4. Cf3 Fg7 5. c4 0-0 6. Cc3 d6 7. 0-0 c6 8. Tb1 Rh8 9. b3 Ca6 10. Fb2 Fd7 11. Te1 De8 12. d5 c5 13. e4! 13...fxe4 14. Cxe4 Cxe4 15. Txe4 Ff5 16. Th4 Fxb1 17. Dxb1 Tf5 18. Fxg7+ Rxg7 19. Db2+ e5 20. dxe6+ Rg8 21. g4! Txf3 22. Fxf3 De7 23. Th3 Tf8 24. Fd5 Cc7 25. Dd2! Cxd5 26. cxd5 b5 27. Rg2 Df6 28. De3 Df4? 29. e7! Dxe3 30. exf8=D+ 1-0.

## Activité professionnelle
Pauline Guichard est médecin gynécologue.